# Cupes
Cupes là một chi bọ cánh cứng thuộc họ Cupedidae.